# Еді Оріолі
Е́ді Оріо́лі (італ. Edi Orioli; * 5 грудня 1962, Удіне ) — італійський мотогонщик та автогонщик, переможець численних авто- та мотозмагань.
Еді Оріолі народився в місті Удіне, і, як багато італійських хлопчаків того часу, мріяв про кар'єру мотогонщика. Згодом він втілив свою мрію та став членом заводської команди Honda, вже потім були не менш успішні виступи за «мото-стайні» Cagiva та Yamaha.
Еді здобував численні мото-трофеї та перемагав на мото-ралі. Найгучніші успіхи — чотири перемоги на Ралі Дакар в 1988, 1990, 1994, 1996 роках, 2-е місце в 1987 році та 3-є в 1995 році. Оріолі здобув в 1993 році перемогу в Ралі Фараонів. 